# Ekspress-AT 2
Ekspress-AT 2 – rosyjski geostacjonarny satelita telekomunikacyjny świadczący usługi Direct-To-Home. Pierwszy satelita oparty na platformie Ekspress-1000 w wariancie K. Pracuje na pozycji geostacjonarnej 140°E. Wyniesiony razem z satelitą Ekspress-AT 1.
Zbudowany przez zakłady im. Reszetniewa. Urządzenia telekomunikacyjne dostarczone przez Thales Alenia Space. Operatorem są Rosyjskie Przedsiębiorstwo Łączności Satelitarnej.
Separacja od rakiety nośnej nastąpiła o 08:29 UTC 16 marca 2014.
Satelita posiada 16 transponderów pasma Ku. Ogniwa słoneczne wytwarzają 3 kW energii elektrycznej.